# Kostel Nanebevzetí Panny Marie (Jevíčko)
Kostel Nanebevzetí Panny Marie je farní kostel  v Jevíčku v okrese Svitavy. Spadá pod Římskokatolickou farnost Jevíčko a konají se v něm pravidelné bohoslužby. Nachází se v jevíčské městské památkové zóně v areálu bývalého augustiniánského kláštera. Kostel je od roku 1958 památkově chráněný.

## Historie
Ve 2. polovině 14. století založil nedaleko městských hradeb markrabě Jan Jindřich klášter augustiniánů, ke kterému přiléhal gotický kostel Nanebevzetí Panny Marie. Ve druhé polovině 16. století kostel několikrát vyhořel. Při požáru v roce 1587 se zřítila část klenby a byla plnohodnotně obnovena až v roce 1626. Do té doby sloužil pouze dočasný deskový strop.
Dnešní pozdně barokní stavba vznikla v letech 1762–1766 jako náhrada původního kostela, který byl stržen. Nechal jej vystavět Matouš Pertscher, opat kláštera sv. Tomáše v Brně. Plány zpracoval architekt Pavel Merta z Boskovic. V roce 1778 Karel Vincenc z Neuburgu nechal při severní straně kostela vystavět kapli Bolestné Matky Páně s rodinnou hrobkou. Tuto kapli později využívali i Herbersteinové. V současné době se v ní konají adventní akce pro veřejnost. Až do roku 1785 sloužil kostel jako klášterní, pak byl augustiniánský klášter zrušen císařem Josefem II. a kostel se stal kostelem farním. Od roku 1898 sídlí v budově kláštera městské muzeum.
V roce 1869 byl kostel výrazně poškozen požárem. Následná nákladná rekonstrukce se obešla bez zásahů do barokního charakteru kostela.
Roku 2023 byla kaple Bolestné Matky Páně oceněna v soutěži Památka roku, a to v 1. soutěžní kategorii (rekonstrukce do 2 milionů korun).

## Popis

### Stavba
Kostel leží na Kostelní ulici při okraji historického centra Jevíčka poblíž bývalého středověkého městského opevnění. Do kostela se vstupuje z jihu, nedaleko jeho vstupu stojí kovaný rokokový kříž s obrazem Panny Marie.

### Interiér
Interiér kostela zdobí bohatá barokní a rokoková výzdoba od brněnských sochařů Jakuba Scherze a Tomáše Schweigla (hlavní oltář) a také řada obrazů. Mezi nimi například obraz zobrazující Horské kázání od rakouského malíře Eduarda Kasparidese. Za pozornost stojí dřevěná gotická madona, která je umístěna na oltáři. Byla dovezena z Brna v roce 1617 a původně se nacházela v kapli nad hrobkou pánů Žalkovských ze Žalkovic, která byla v roce 1674 vybudována na jižní straně kostela.